# Sì (operetta)
Sì è un'operetta in tre atti del 1919, l'unica composta da Pietro Mascagni, su libretto di Carlo Lombardo con versi di Arturo Franci. Prende il nome dalla sua protagonista, Sì, un'attrice delle Folies Bergère così chiamata perché non sapeva mai dire "no".

## Genesi e rappresentazioni dell'operetta
L'amicizia tra Mascagni ed il librettista Carlo Lombardo risaliva al 1885, quando entrambi lavoravano come direttori d'orchestra per la compagnia itinerante di Alfonso e Ciro Scognamiglio. Mascagni poi si dedicò alla composizione di opere liriche, mentre Lombardo si specializzò nelle operette come compositore, librettista e impresario. Egli diresse la compagnia operettistica Calligaris-Lombardo e fondò la Casa Lombardo, un editore musicale dedicato all'operetta italiana. Secondo il biografo di Mascagni Roger Flury, Lombardo "incastrò" Mascagni nello scrivere un'operetta. Dopo che Mascagni gli ebbe dato il permesso di adattare la sua opera Le maschere in un'operetta, Lombardo gli propose di scriverne una nuova utilizzando musica riarrangiata da altre opere di Mascagni. Come esempio di ciò che aveva in progetto, Lombardo produsse della musica dall'opera seria di Mascagni Silvano, arrangiata come un duetto buffo. Mascagni, inorridito dalla possibile "mutilazione" dei suoi componimenti, accettò di comporre invece un'operetta completamente nuova.
Si sarebbe trattato del suo primo e unico esperimento con questo genere. Lombardo scrisse il libretto per Sì basandosi sulla propria operetta La duchessa del Bal Tabarin e sul libretto di Felix Dörmann per Majestät Mimi, musicato da Bruno Granichstaedten nel 1911. Mascagni compose la musica tra il 1918 e 1919, giovandosi dell'aiuto di suo cugino Mario Mascagni per l'orchestrazione.
La prima di Sì avvenne il 13 dicembre 1919 al Teatro Quirino di Roma con diversi membri della compagnia Calligaris-Lombardo nel cast. Il direttore era Costantino Lombardo, fratello di Carlo. La prima fu un grande successo, sebbene Mascagni fosse scontento per i cambiamenti alla musica apportati all'ultimo minuto dal direttore d'orchestra. Negli anni seguenti l'operetta fu eseguita in tutt'Italia con successo. Il 24 gennaio 1925, fu rappresentata per la prima volta in Austria al Bürgertheater di Vienna, in una traduzione tedesca di Josco Schubert. In tale occasione fu diretta dallo stesso Mascagni, che riportò la parte musicale alla sua versione originale. La versione tedesca diretta da Mascagni andò in scena anche a Baden-Baden, Dresda e Wiesbaden lo stesso anno. Sì poi uscì dal repertorio ordinario ed è stata riportata in scena molto raramente, in special modo al Teatro Poliziano di Montepulciano (successivamente uscita su CD) nel 1987 e alla Volksoper Wien nel 2002 con Eva Lind come protagonista. Il libretto di Lombardo fu usato anche in una forma adattata per Il re di Chez Maxim, un'operetta del 1919 di Mario Pasquale Costa.

## Ruoli
| Personaggio | Voce         | Cast della prima al Teatro Quirino 14 dicembre 1919 (Direttore: Costantino Lombardo) |
| ----------- | ------------ | ------------------------------------------------------------------------------------ |
| Sì          | soprano      | Gisella Pozzi                                                                        |
| Vera        | soprano      | Amelia Sanipoli                                                                      |
| Chablis     | tenore       | Orlando Bocci                                                                        |
| Mérode      | tenore       | Nuto Navarrini                                                                       |
| Romal       | basso        | Gariano ?                                                                            |
| Palmira     | mezzosoprano | Giuseppina Calligaris                                                                |

## Registrazioni
- Mascagni: Sì – Margherita Vivian (Sì), Amelia Felle (Vera), Mauro Nicoletti (Luciano di Chablis), Marina Vera Gentile (Palmira), Antonio Comas (Cleo de Mérode), Giulio Liguori (Romal); Orchestra Sinfonica del Cantiere Internazionale d'Arte diretta da Sandro Sanna. Registrata dal vivo al Teatro Poliziano di Montepulciano, luglio 1987 (CD). Etichetta: Bongiovanni #2050.[12]